# Joaquim de Cabanyes i Ballester
Joaquim de Cabanyes Ballester (Vilanova i la Geltrú, 1799 - Madrid 1876)

## Biografia

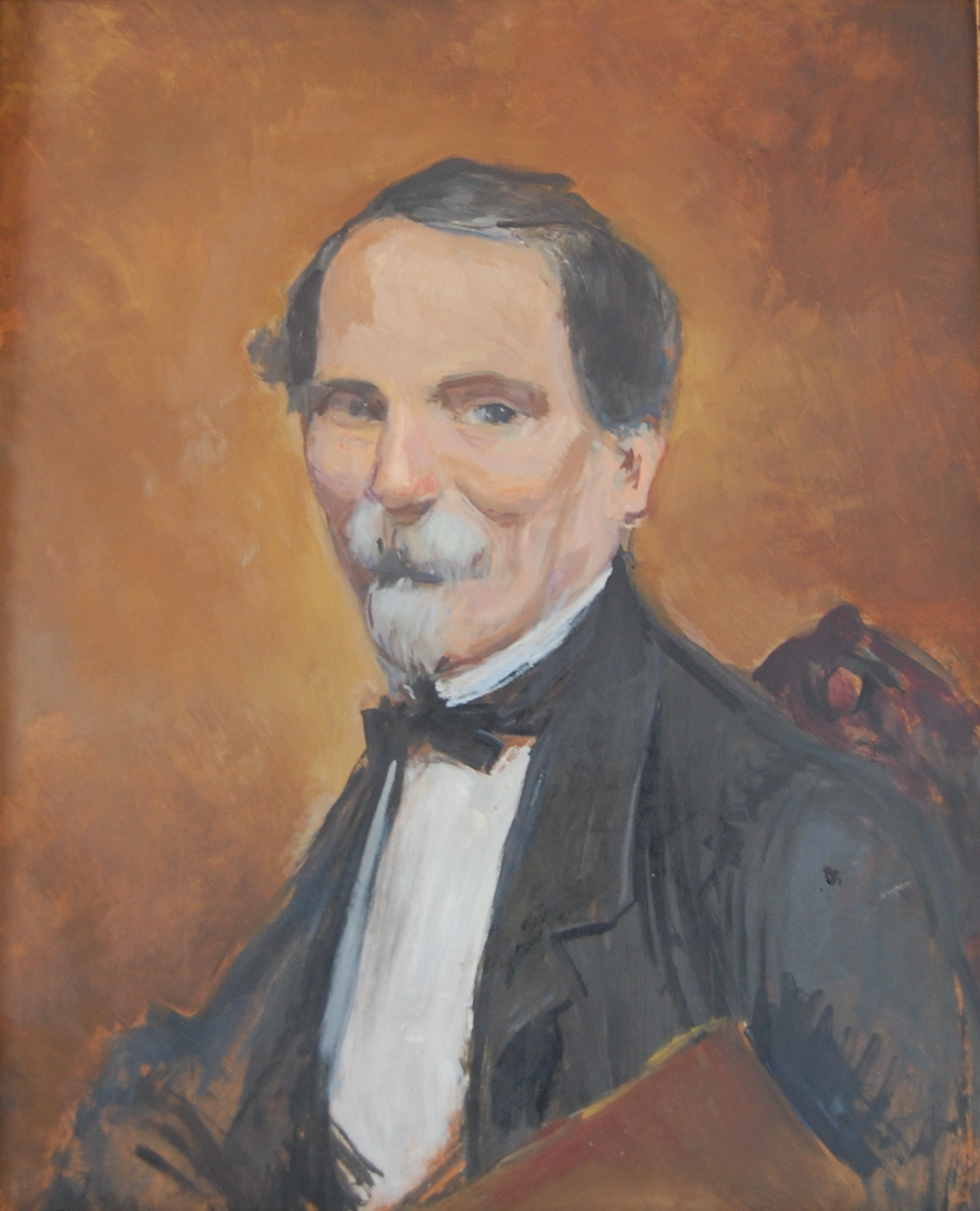
Retrato de Joaquim de Cabanyes, obra conservada en la Masia d'en Cabanyes

Militar i pintor. Va estudiar a l'escola Pia d'Igualada. L'any 1815, en acabar la guerra del Francès, ingressà com a cadet al Colegio Militar de Oficiales de Infantería de Segòvia. A partir de 1820 va ocupar diverses destinacions, com el Colegio Militar d'Artilleria d'Alcalà de Henares(1830-1832)en qualitat de docent.L'any 1832 és destinat a Barcelona, on aconsegueix el grau de capità, amb el qual intervingué a la primera guerra carlista.L'any 1838 va tornar al Colegio d'Artilleria d'Alcalà i l'any 1844 és ascendit a coronel. L'any 1850 estava destinat a Mallorca, on produirà gran part de l'obra pictòrica, i l'any 1859 va anar al Marroc, tot seguint la crida del general Prim. Un any més tard va passar a la reserva. Els experts consideren Joaquim de Cabanyes com un dels introductors del paisatgisme romàntic a Espanya. Es va situar sota la influència de l'escola de Barbizon i aviat va passar del neoclassicisme al romanticisme. Va ser amic del pintor Ramon Martí Alsina. Les seves obres més significatives mostren tot allò del paisatge de Mallorca que van descriure el seu germà Josep Antoni de Cabanyes i l'escriptora George Sand. També va pintar algun retrat. Fou membre de les acadèmies de Belles Arts de Sant Carles de València, de Sant Jordi de Barcelona i de Palma.
L'any 1858 s'encarregà d'editar les obres del seu germà petit, el poeta Manuel de Cabanyes (1808 - 1833). Gran part del seu llegat pictòric es conserva al Centre d'Interpretació del Romanticisme Manuel de Cabanyes de Vilanova i la Geltrú (Catedral de Mallorca, Les coves d'Artà).

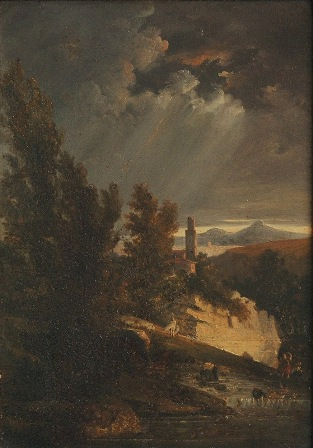
Paisatge rural, obra conservada a la Biblioteca Museu Víctor Balaguer

## Obres destacades
- Paisatge rural (Joaquim de Cabanyes), al Museu Víctor Balaguer
- Vistes de la Catedral de Mallorca (Joaquim de Cabanyes), a la Masia d'en Cabanyes

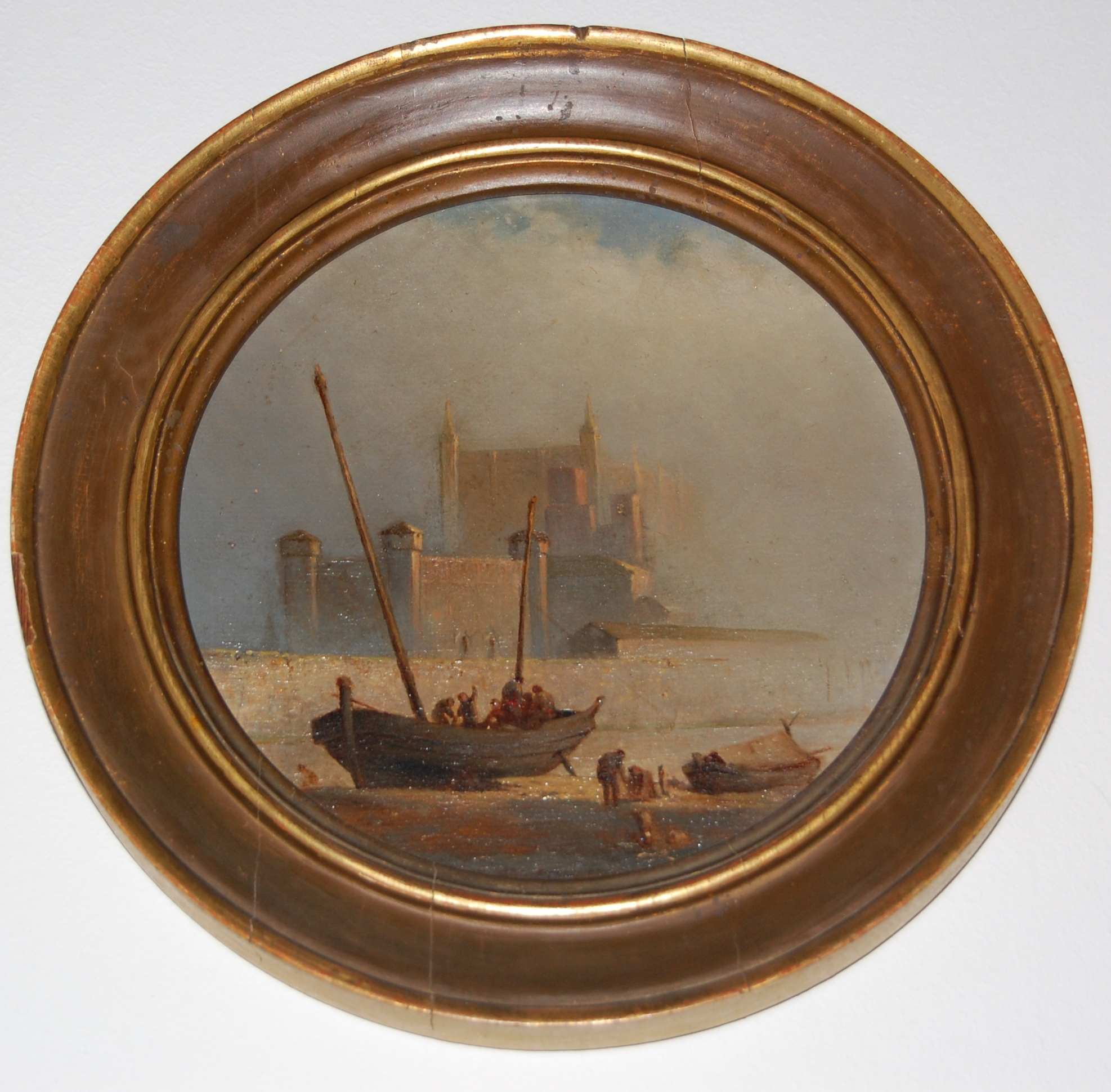
Vistes de la Catedral de Mallorca, obra conservada a la Masia d'en Cabanyes